# هوگو کالدرانو
هوگو کالدرانو (انگلیسی: Hugo Calderano؛ زادهٔ ۲۲ ژوئن ۱۹۹۶) یک بازیکن تنیس روی میز اهل برزیل است.
وی در مسابقات کشوری و بین‌المللی در مجموع برنده ۸ مدال طلا، ۱ مدال نقره، ۱ مدال برنز شده‌است.

## زندگی‌نامه
در 22 ژوئن 2025، هوگو کالدرانو عنوان قهرمانی WTT Star Contender Ljubljana را برای دومین بار متوالی به دست آورد و در فینال از سد فلیکس لبرن گذشت و 4 بر 2 پیروز شد. این پیروزی جایگاه او را به عنوان یکی از بهترین بازیکنان تنیس روی میز در دنیا تثبیت کرد. 